# Perrecy-les-Forges
Perrecy-les-Forges è un comune francese di 1 764 abitanti situato nel dipartimento della Saona e Loira nella regione della Borgogna-Franca Contea.

## Società

### Evoluzione demografica
Abitanti censiti